# Kumarapalayam
Kumarapalayam é uma cidade e um município no distrito de Namakkal, no estado indiano de Tamil Nadu.

## Demografia
Segundo o censo de 2001,  Kumarapalayam  tinha uma população de 65,640 habitantes. Os indivíduos do sexo masculino constituem 51% da população e os do sexo feminino 49%. Kumarapalayam tem uma taxa de literacia de 70%, superior à média nacional de 59.5%: a literacia no sexo masculino é de 78% e no sexo feminino é de 62%. Em Kumarapalayam, 10% da população está abaixo dos 6 anos de idade.